# Wallace Stegner
Wallace Earle Stegner (Lake Mills, 18 febbraio 1909 – Santa Fe, 13 aprile 1993) è stato uno storico, scrittore di romanzi e di racconti e ambientalista statunitense, spesso chiamato "il Decano degli scrittori occidentali".
Vinse il premio Pulitzer per la narrativa nel 1972.

## Vita
Stegner nacque a Lake Mills, nell'Iowa e crebbe a Great Falls, nel Montana, a Salt Lake City, nello Utah e nel Saskatchewan meridionale, dei quali scrisse nella sua autobiografia Wolf Willow. Stenger diceva che aveva "vissuto in venti posti in otto stati e in Canada". Mentre viveva nello Utah si unì a un gruppo scout presso la Chiesa mormone (benché lui fosse presbiteriano) e si aggiudicò il premio Eagle Scout. Ricevette il Bachelor of Arts alla University of Utah nel 1930. Studiò anche all'Iowa Writers' Workshop alla University of Iowa dove ricevette il master's degree nel 1932 e il  dottorato nel 1935.
Come riporta una breve biografia sul sito web della San Francisco Public Library di James Hepworth: «Nel 1934 Stegner sposò Mary Stuart Page. Per 29 anni condivisero una "collaborazione letteraria personale di capacità singolare", scrisse Arthur Schlesinger Jr.»
Un figlio, Page Stegner, è uno scrittore naturalistico e professore emerito alla University of California, Santa Cruz. Pege è sposato con Lynn Stegner, una romanziera. Page curò l'edizione del 2008 di Collected Letters of Wallace Stegner.
Stegner morì a Santa Fe (nel Nuovo Messico) il 13 aprile 1993, per le ferite riportate in un incidente automobilistico avvenuto il 28 marzo 1993. Era cugino di Thomas Heggen .